# Пеліка з ластівкою
Пеліка з ластівкою — керамічна ваза зі стародавніх Афін, декор котрої створив вазописець Ефроній і котра зберігається у музеї Ермітаж.

## Опис твору
До збережених давньогрецьких ваз з Аттики, декоративні якості котрих мають світову славу, належить пеліка з ластівкою. Грецькі розписані вази мають неперевершене значення для науки як свідки вірувань і побуту того часу, естетичних уподобань колишньої цивілізації і високого щаблю мистецтва, досягнутого у окремому різновиді ужиткового мистецтва. Червонофігурна пеліка з ластівкою увібрала у себе усі найкращі риси доби архаїки з її сміливістю творчих пошуків, узагальненням образів і їх втіленням у конкретному творі.
Пеліка — специфічна посудина для вина або рослинної олії. Пеліка з ластівкою має приземкувату форму при збереженні довершеної і симетричної форми. Добре збережена посудина практично уся вкрита малопошкодженим чорним лаком. Лише горло вази та площинки під ліпленими ручками декоровані симетричним орнаментом із пальмет. Майстерність відтворення пальмет, як і декоративної рамки на лицьовому боці пеліки, свідчать про сталу форму давньогрецького орнамента у вазопису, котрий на вазі відтворений твердою рукою майстра практично з математичною точністю.
У контраст із математичною точністю орнаменту композиція на лицьовому боці пеліки дивує сміливістю створення і світською, не міфологічною тематикою. Тут можна було би створити якусь «Нараду олімпійських богів перед початком Троянської війни», «Винос мертвого тіла Ахілла з поля бою Аяксом» або «Пошанування Геракла», що підвищило би художню вартість малюнка і самої посудини. Ці сюжети відомі на інших вазах, що давно розійшлися великими музеями світу. Тим не менше сміливий вазописець взагалі відмовився від міфологічного і вже шанованого знавцями сюжету на користь непопулярного — побутового. Він подав групу не міфічних богів, а пересічних (!) мешканців Афін, що зраділи, побачивши першу ластівку напередодні весни. Аби глядачі не помилились у розпізнанні сюжету, він додав до вазопису написи-репліки. «Дивіться, ластівка!» — весело скрикнув юнак. "Справді, присягаюся Гераклом" — підтвердив дорослий бородань. "Ось вона! Вже весна" — радісно вигукнув оголений підліток.
За припущеннями, написи на давньогрецьких вазах мали декілька значень. Підписи вазописців свідчили про підвищений авторитет відомих художників у афінському суспільстві. Написи допомагали ідентифікувати численних персонажів грецьких богів і вояків-героїв. Нарешті, в родинах греків написи на вазах слугували «підручниками» для дітей і підлітків, що починали опановувати писемність.
Композиція вдало розташована на боці пеліки, де жодна з фігур не затуляє іншу, як то бувало у чорнофігурному вазопису. Вся сцена шляхетно позбавлена дрібниць і зайвих деталей. Водночас майстерно відтворена побутова сценка, котру уважний вазописець міг побачити на вулиці і котра наштовхнула його на відтворення у вазопису.

## Провенанс (побутування)
Зберігалась у приватній колекції Абази, 1901 року придбана до збірок Ермітажу.